# Mount Olympus (Utah)
Mount Olympus és una concentració de població designada pel cens dels Estats Units a l'estat de Utah. Segons el cens del 2000 tenia 7.103 habitants.

## Demografia
Segons el cens del 2000, Mount Olympus tenia 7.103 habitants, 2.575 habitatges, i 2.065 famílies. La densitat de població era de 809 habitants per km².
Dels 2.575 habitatges en un 31% hi vivien nens de menys de 18 anys, en un 72,2% hi vivien parelles casades, en un 5,6% dones solteres, i en un 19,8% no eren unitats familiars. En el 15,9% dels habitatges hi vivien persones soles el 8,4% de les quals corresponia a persones de 65 anys o més que vivien soles. El nombre mitjà de persones vivint en cada habitatge era de 2,76 i el nombre mitjà de persones que vivien en cada família era de 3,09.
Per edats la població es repartia de la següent manera: un 24% tenia menys de 18 anys, un 6,4% entre 18 i 24, un 21,4% entre 25 i 44, un 27,9% de 45 a 60 i un 20,3% 65 anys o més.
L'edat mediana era de 44 anys. Per cada 100 dones de 18 o més anys hi havia 96,6 homes.
La renda mediana per habitatge era de 84.684 $ i la renda mediana per família de 92.950 $. Els homes tenien una renda mediana de 61.316 $ mentre que les dones 41.447 $. La renda per capita de la població era de 44.286 $. Entorn del 0,9% de les famílies i l'1,8% de la població estaven per davall del llindar de pobresa.

## Poblacions més properes
El següent diagrama mostra les poblacions més properes.